# لويجي فيراري
لويجي فيراري (بالإيطالية: Luigi Ferrari)‏ (31 أغسطس 1940 إيطاليا - ) هو لاعب كرة قدم إيطالي، يلعب كحارس مرمى، ولعب 198 مباراة.

## مسيرته

### مسيرته مع الأندية
- 1960 - 1962 لعب مع جونيور بييلا ليبرتاس 47 مباراة.
- 1962 - 1963 لعب مع نادي باري 8 مباريات.
- 1963 - 1965 لعب مع نادي ليتشي 48 مباراة.
- 1965 - 1971 لعب مع نادي ريجينا 95 مباراة.